# Guinea Portuguesa
La Guinea Portuguesa fou un colònia portuguesa que va existir entre 1879 i 1951 quan va esdevenir formalment una província d'Ultramar si bé realment va seguir sent una colònia fins a la independència unilateral el 24 de setembre de 1973 finalment reconeguda per Portugal el 10 d'octubre de 1974.

## Conquesta continental

La bandera de la Companyia de Guinea, una empresa portuguesa que comerciava en diversos productes bàsics i esclaus a la costa de Guinea des del segle XV

El 1879-1881 es va lliurar una guerra entre grups fulbes (els djiabe i els ribe) que els portuguesos van aprofitar. El desembre de 1880 els portuguesos van signar un tractat amb el cap fulbe de Forria, Bakari Demba. El 1881 grups fulbes van atacar Buba. El 1882 els portuguesos van derrotar els biafades a Jabada i van conquerir la vila fortificada del cap fulbe Mamadú Paté fent 200 presoners. El març de 1883 Dansa, cosí del rei fulbe Musa Molo de Fuladu, va atacar Geba. El 5 d'abril de 1883 es va signar la pau amb el rei manjaco Adju Pumol de les illes Jeta i Pecixe; el juny els portuguesos van atacar als balantes de Nhacra.
El 1884 els pepels van derrotar els portuguesos a Cacanda; saquejos dels manjacos a alguna hisenda (maig) i en l'expedició de revenja portuguesa es van causar moltes baixes als manjacos i els caps de Cacanda i Bassarel es van haver de sotmetre. Guinea, com les altres possessions portugueses, foren reconegudes com a possessió del govern de Lisboa per la Conferència de Berlín (novembre 1884 a febrer de 1885). El 12 de maig de 1886 es va signar un tractat de límits amb les possessions franceses: Portugal va cedir Ziguinchor (que va passar al Senegal) a canvi de Nalu (que formava part del Territori dels Rius del Sud). El juliol de 1885 els portugueses es van aliar als fulbes ribe contra Musa Molo que va ser derrotat en la batalla de Mansomini; en revenja Molo va atacar als biafades i mandings a Geba i Buba però el setembre els portuguesos el van derrotar decisivament a la batalla de Fancá i Molo va fugir al Casamance. El 3 de desembre de 1885 els portuguesos van signar un tractat amb el rei Alfa Yaya de Labé. El 3 d'abril de 1887 finalment es van signar acords de pau a Musa Molo i Bakari Demba. Entre febrer i maig de 1888 es va delimitar la frontera entre Portugal i França al Casamance i als Rius del Sud. En aquests anys es va abolir l'esclavatge als darrers llocs on subsistia (Cuba 1885, Brasil 1888).
El 1890-1891 els portuguesos, ajudats per 1200 grumetes (antics esclaus cristians negres), fulbes i mandings i 30 europeus, van fer una expedició de càstig contra el rei biafada Moli Boiá; diversos pobles foren destruïts però Moli va poder fugir amb els seus als Rius del Sud (després Guinea Francesa). El 1891 els pepels van atacar una vegada més Bissau; campanya de represàlia contra els pepels d'Intim i Antula, poc efectiva. El 21 de maig de 1892 es va crear el districte militar autònom de Guinea. El 7 de desembre de 1883 fins a tres mil pepels i balantes van atacar Bissau, sent rebutjats amb moltes pèrdues pels dos bàndols; el maig de 1894 els portuguesos van fer una expedició contra els dos grups atacants; el 22 de juliol els pepels d'Intim, Bandim, Antula i Safim van signar la pau, entregant les armes i pagant una forta taxa. El 8 de gener de 1897 els portuguesos van atacar als manjacos de Caio, però no els van poder sotmetre; el 29 de març la campanya contra Oio va acabar amb el desastre d'Oio amb una vintena d'oficials i soldats portuguesos morts. El 23 d'octubre de 1900 una força portuguesa que intentava ocupar l'illa de Canhabaque, fou derrotada pels bijagós.
El 7 de novembre de 1903 es va instaurar la taxa de palhota (de la cabana) que va provocar revoltes contra el seu pagament. El 24 de gener de 1904 es va fer una campanya contra els manjacos de Churo que refusaven el pagament de la taxa i el seu poble central de Churobique fou destruït. El 1905 es va fer una campanya contra els felupes de Cacheu. El 1906 el líder biafada Infali Sonco va atacar als portuguesos a Geba, tallant les comunicacions entre Bissau i Bafatá. Els felupes a Cacheu, els pepels a Bissau i els balantes a Gole mantenen la revolta contra la taxa de la palhota (1906-1909). Infali Sonco fou atacat a la regió central el 1907 al mateix temps que els portuguesos intentaven dominar l'illa de Formosa del grup dels Bijagós. El 1908 forces procedents de Moçambic i Angola van ajudar a sufocar gairebé la revolta contra la taxa dels pepels, balantes i felupes; els pepels van resistir a Intim i Bandim, mentre Infali Sonco es va retirar a Oio. La resistència es va acabar el 1909; els balantes foren derrotats finalment a Gole.

## República a Portugal i final de la "pacificació"
El 5 d'octubre de 1910 es va proclamar la república a Lisboa. A Guinea es va formar Lliga Guineesa a Bolama (25 de desembre). El 27 de maig de 1911 el nou govern va aprovar lleis per legalitzar el treball forçat dels indígenes. El febrer de 1912 els balantes de Bissau i els baiotes de Cacheu es van revoltar sense èxit; Teixeira Pinto va fer una campanya de "pacificació" que va culminar la primavera següent (maig-juny) amb l'entrada a Oio. Entre el gener i l'abril de 1914 foren sotmesos els manjacos i els macanhas i entre abril i juny els balantes; el 1915, entre maig i agost, foren sotmesos els pepels culminant la "pacificació" del territori continental, restant només les illes. La Liga Guineesa va acusar Texeira Pinto de crims de guerra i per això els seus membres foren perseguits i la Lliga dissolta. Texeira Pinto va morir dos anys més tard a Moçambic combatent als alemanys.

## Campanyes a les illes
El 15 de maig de 1917 va començar la campanya contra els bijagós de les illes. El 1917 una carta orgànica va catalogar els residents a Guinea en indígenes i civilitzats. La campanya contra els bijagós va acabar el gener de 1918 aconseguint només la submissió de dos caps. El 1919 es va formar a Lisboa la Lliga Africana, per membres indígenes de les diverses colònies portugueses. L'agost de 1919 el senegalès Injai, que havia estat nomenat regulo d'Oio, fou acusat de crear un regne de terror a Oio i fou atacat, derrotat i capturat, sent enviat en exili a Cap Verd (on va morir uns anys després). El 20 d'abril de 1925 es va fer una campanya contra els bijagós de Canhabaque, que va aconseguir un notable èxit.

## L'Estado Novo
El 1926 un cop d'estat a Portugal va portar al poder a António de Oliveira Salazar que va establir la llei dita del "indigenat" o Estatut Polític, Civil i Criminal del Indígenes de totes les colònies portugueses. Entre 1930 i 1933 Oliveira Salazar va formular el "Estado Novo". L'abril de 1931 oficials i colons portuguesos de Guinea es van revoltar contra el nou règim sense èxit mentre a Bissau Macanhas i pepels s'enfrontaven entre ells. El 1933 els felupes de Jufunco, prop de Cacheu, es van revoltar breument. El 1933 es va aprovar la nova constitució portuguesa i la Carta Orgânica do Imperio Colonial Português; el 1934 els felupes es van tornar a revoltar a Baseor, a la regió de Cacheu.

## Darrers anys de la colònia fins a la seva conversió en província d'Ultramar
El 7 de gener de 1936 es va iniciar la campanya final contra les illes Bijagós que va culminar amb la seva submissió completa i el final de la conquesta portuguesa de Guinea. El 1940 es va fundar una diòcesi catòlica de Guinea separada de la diòcesi de Cap Verd de la que abans formava part. El 9 de desembre de 1941 la capital es va traslladar des de Bolama a Bissau. Després de la II Guerra Mundial els estats europeus van fer importants reformes en les seves colònies, algunes merament canvis de nom (com fou en part a les franceses) i altres que efectivament canviaven la vida de la gent (França va suprimir el treball forçat dels indígenes el 1946); no fou el cas de les colònies portugueses on els canvis foren irrellevants fora del canvi del nom de "colònia" pel de "província ultramarina"; aquest canvi es va produir el 1951 i en endavant va existir la "província ultramarina de Guinea".

## Governadors
- 1879 – 1881 Agostinho Coelho
- 1881 – 1885 Pedro Inácio de Gouveia
- 1885 – 1886 Francisco de Paula Gomes Barbosa
- 1886 José Eduardo de Brito
- 1886 – 1887 Cesar Augusto Moura Cabral (interí)
- 1887 – 1888 Eusébio Castela do Valle
- 1888 Francisco Teixeira da Silva
- 1888 – 1890 Joaquim da Graça Correia e Lança
- 1890 – 1891 Augusto Rodrigues Gonçalves dos Santos
- 1891 - 1895 Luís Augusto de Vasconcelos e Sá 
  - 1893 Cesar Gomes Barbosa (suplent de Sá)
- 1895 Cesar Augusto Moura Cabral (segona vegada, interí)
- 1895 - 1896 Eduardo João da Costa Oliveira
- 1896 – 1897 Pedro Inácio de Gouveia (segona vegada)
- 1897 Cesar Augusto Moura Cabral (tercera vegada, interí)
- 1897 – 1900 Álvaro Herculano da Cunha (interí)
  - 1898 – 1899 Albano Mendes de Magalhães Ramalho (suplent de Cunha)
  - 1899 – 1900 Fernando Augusto Liso de Santana (suplent de Cunha)
- 1900 Joaquim José Duarte Guimarães (interí)
- 1900 – 1903 Joaquim Pedro Vieira Júdice Biker 
  - 1901 António Alves de Oliveira (suplent de Biker)
  - 1901 Joaquim Corte Real Pires (suplent de Biker)
  - 1901 Amadeu Gonçalves Guimarães (suplent de Biker)
- 1903 José Mateus Lapa Valente (interí)
- 1903 – 1904 Alfredo Cardoso de Soveral Martins 
  - 1904 Joaquim Corte Real Pires (suplent de Martins)
  - 1904 António Marques Perdigão (suplent de Martins)
- 1904 – 1905 João Mateus Lapa Valente (segona vegada, interí)
- 1905 – 1906 Carlos de Almeida Pessanha 
  - 1905 – 1906 Joaquim Mateus Lapa Valente (suplent de Pessanha)
- 1906 – 1909 João Augusto de Oliveira Muzanty 
  - 1907 Joaquim Corte Real Pires (suplent de Muzanty)
  - 1908 Joaquim José Duarte Guimarães (suplent de Muzanty)
- 1909 – 1910 Francelino Pimentel
  - 1909 – 1910 António Marques Perdigão (suplent de Pimentel)
- 1910 – 1913 Carlos de Almeida Pereira 
  - 1912 Sebastião José Pereira (suplent d' Almeida Pereira)
  - 1913 Sebastião José Pereira (segoma vegada, interí)
- 1913 – 1914 José António de Andrade Sequeira
- 1914 – 1915 Sebastião José Barbosa (tercera vegada, interí)
- 1915 Josué de Oliveira Duque
- 1915 Sebastião José Pereira (quarta vegada, interí)
- 1915 – 1916 José António de Andrade Sequeira (segona vegada)
- 1916 – 1917 Sebastião José Pereira (cinquena vegada, interí)
- 1917 Manuel Maria Coelho
- 1917 – 1918 Carlos Ivo de Sá Ferreira
- 1918 – 1919 Josué de Oliveira Duque (segoma vegada)
- 1919 José Luis Teixeira Marinho
- 1919 – 1920 Henrique Alberto de Sousa Guerra
- 1920 – 1921 Sebastião José Pereira (sisena vegada, interí)
- 1921 – 1926 Jorge Frederico Vélez Caroço 
  - 1923 – 1924 Alfredo Vieira (suplent de Caroço)
- 1926 – 1927 António José Pereira Saldanha (interí)
- 1927 - 1931 António Leite de Magalhães
  - 1928 José Manuel de Oliveira de Castro (suplent de Magalhães)
  - 1929 José Alves Ferreira (suplent de Magalhães)
- 1931 José Alves Ferreira (interí)
- 1931 – 1932 João José Soares Zilhão
- 1932 – 1933 José de Ascenção Valdez (interí)
- 1933 - 1940 Luís António de Carvalho Viegas 
  - 1933 José Peixoto Ponces de Carvalho (suplent de Viegas)
  - 1936 José Salvação Barreto (suplent de Viegas)
  - 1938 Augusto Pereira Brandão (suplent de Viegas)
- 1940 - 1941 Armando Augusto Gonçalves de Morais e Castro (interí)
- 1941 - 1945 Ricardo Vaz Monteiro
- 1945 - 1949 Manuel Maria Sarmento Rodrigues 
  - 1948 Mario Ribeiro da Costa Zanatti (suplent de Rodrigues)
  - 1948 – 1949 Pedro Joaquim da Cunha e Meneses Pinto Cardoso (suplent de Rodrigues)
- 1949 - 1953 Raimundo António Rodrigues Serrão (des de 1951 governador provincial)